# Dureté Rockwell
Pour les articles homonymes, voir Rockwell.

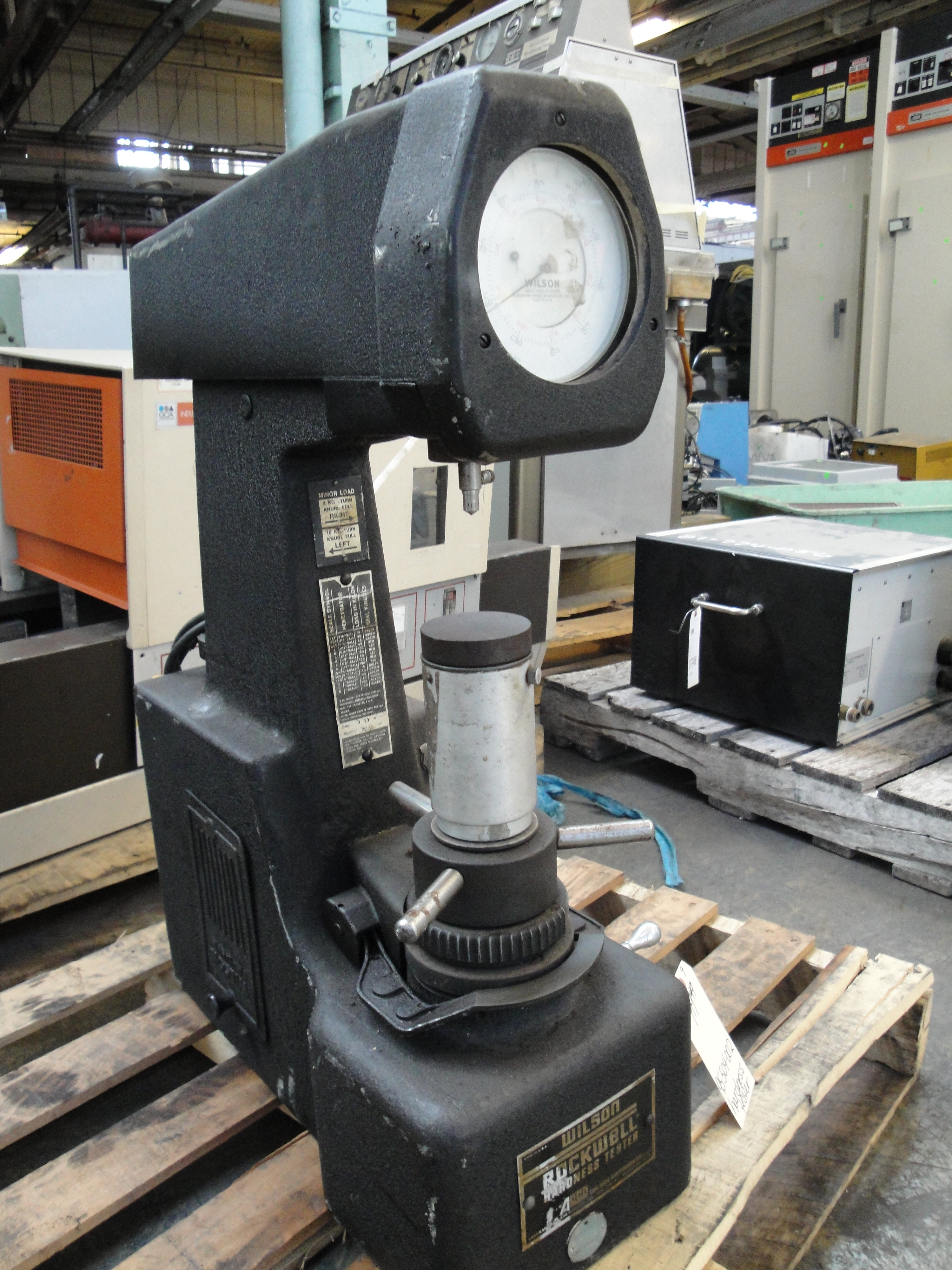
Un duromètre type Rockwell

Principe de la dureté Rockwell (échelle B, bille en acier)

Les essais de dureté Rockwell sont des essais de pénétration en mécanique. Il existe en fait plusieurs types de pénétrateurs qui sont constitués d'un cône en diamant ou d'une bille en acier trempé polie. Pour obtenir une valeur de dureté Rockwell, on mesure une pénétration rémanente du pénétrateur sur lequel on applique une faible charge.

## Principe
L'essai se déroule en trois phases :
- application sur le pénétrateur d'une charge initiale F0= 98 N (soit 10 kgf). Le pénétrateur s'enfonce d'une profondeur initiale I. Cette profondeur étant l'origine qui sera utilisée pour mesurer la dureté Rockwell ;
- application d'une force supplémentaire F1. Le pénétrateur s'enfonce d'une profondeur de P ;
- relâchement de la force F1 et lecture de l'indicateur d'enfoncement.

La valeur de r étant l'enfoncement rémanent obtenu en appliquant puis en relâchant la force F1.
La valeur de dureté est alors donnée par la formule suivante :
- Échelle B, E et F

{\displaystyle HRB=130-r\,}
- Échelle C

{\displaystyle HRC=100-r\,}
Une unité de dureté Rockwell correspondant à une pénétration de 0,002 mm. Plus la valeur de dureté est importante, plus le matériau est dur.

## Les différentes échelles
| Échelle | Symbole | Pénétrateur                                                                 | Valeur de la force totale F0 + F1 (N) | Application |
| ------- | ------- | --------------------------------------------------------------------------- | ------------------------------------- | --- |
| A       | HRA     | Cône de diamant de section circulaire à pointe arrondie sphérique de 0,2 mm | 588,6                                 | Carbure, acier et en épaisseur mince                                                                                           |
| B       | HRB     | Bille en carbure de tungstène de 1,587 5 mm (1⁄16 pouce) de diamètre        | 981                                   | Alliage de cuivre, acier doux, alliage d'aluminium Matériaux ayant une résistance à la rupture comprise entre 340 et 1 000 MPa |
| C       | HRC     | Cône de diamant de section circulaire à pointe arrondie sphérique de 0,2 mm | 1 471,5                               | Acier, fonte, titane Matériau ayant une dureté résistance à la rupture supérieure à 1 000 MPa                                  |
| D       | HRD     | Cône de diamant de section circulaire à pointe arrondie sphérique de 0,2 mm | 981                                   | |
| E       | HRE     | Bille en carbure de tungstène de 3,175 mm (¹⁄₈ pouce) de diamètre           | 981                                   | Fonte, alliage d'aluminium et de fonte                                                                                         |
| F       | HRF     | Bille en carbure de tungstène de 1,587 5 mm de diamètre                     | 588,6                                 | Alliage de cuivre recuit, fine tôle de métal                                                                                   |
| G       | HRG     | Bille en carbure de tungstène de 1,587 5 mm de diamètre                     | 1 471,5                               | Cupro-nickel, alliage cuivre-nickel-zinc                                                                                       |

Les deux échelles les plus utilisées sont les échelles B et C.

## Dureté Rockwell superficielle
Ces échelles sont utilisées pour des produits très minces et pour la mesure de dureté de revêtements.
Les deux échelles utilisées sont l'échelle N (cône de diamant) et T (bille en acier). Dans les deux cas, la charge initiale (F0) est de 29,4 N. Chaque échelle peut être utilisée en utilisant une charge totale de 147 N, 294 N ou 441 N. On notera qu'il existe également des échelles W (bille de diamètre 3,175 mm), X (bille de diamètre 6,350 mm) et Y (bille de diamètre 12,70 mm).
Dans ce cas, une unité de dureté Rockwell correspond à un enfoncement de 0,001 mm.
Pour les échelles N et T, la dureté est donnée par la formule :
| Échelle | Symbole | Pénétrateur                                                                                           | Valeur de la force totale F0 + F1 (N) |  |
| ------- | ------- | --- | ------------------------------------- |  |
| N       | HR15N   | Cône de diamant de section circulaire à pointe arrondie sphérique de 0,2 mm                           | 15                                    |  |
| N       | HR30N   | Cône de diamant de section circulaire à pointe arrondie sphérique de 0,2 mm                           | 30                                    |  |
| N       | HR45N   | Cône de diamant de section circulaire à pointe arrondie sphérique de 0,2 mm                           | 45                                    |  |
| T       | HR15T   | Bille d'acier de 1,588 mm de diamètre                                                                 | 15                                    |  |
| T       | HR30T   | Bille d'acier de 1,588 mm de diamètre                                                                 | 30                                    |  |
| T       | HR45T   | Bille d'acier de 1,588 mm de diamètre                                                                 | 45                                    |  |
| T       | HR15Y   | Bille d'acier de 12,7 mm de diamètre, utilisée principalement pour les revêtements de type abradables | 147                                   |  |

## Normes
L'utilisation de l'échelle de Rockwell est normalisée par l'Organisation internationale de normalisation (ISO) et le Comité européen de normalisation (CEN) :
- EN ISO 2039-2 : Plastiques - Détermination de la dureté - Partie 2 : dureté Rockwell
- EN ISO 6508-1 : Matériaux métalliques : essai de dureté Rockwell - Partie 1 : méthode d'essai (échelles A, B, C, D, E, F, G, H, K, N, T)

Et l'ASTM International :
- ASTM E18 : Standard test methods for rockwell hardness of metallic materials